# Demimaea gratshevi
Demimaea gratshevi (лат.) — ископаемый вид жесткокрылых насекомых рода Demimaea из семейства долгоносиков (Curculionidae). Обнаружены в эоценовом ровенском янтаре (Украина). Назван в честь палеоэнтомолога Вадима Грачёва (Москва), специалиста по ископаемым жукам семейства Curculionidae.

## Описание
Длина тела 2,7 мм, длина рострума 0,7 мм. Тело чёрное, с полуотстоящими щетинками на поверхности. Жгутик усика 7-члениковый. Переднеспинка колокольчатая; диск слабовыпуклый дорсально, в редкой пунктировке; боковые края слабо закруглены, без латеральных килей. Скутеллярный щит субтрапециевидный, слабовыпуклый сверху. Надкрылья субовальные, выпуклые сверху, в 2,4 раза длиннее переднеспинки; постмедиально с наибольшей шириной; основание надкрылий заметно шире основания переднеспинки; плечи выпуклые; бороздки правильные, узкие; промежутки слабовыпуклые, широкие, в 3,5-4,0 раза шире бороздок, тонко пунктированные, каждая с рядом полустоячих щетинок. Ноги длинные; передние тазики субконические; средние тазики шаровидные; задние тазики поперечные; бёдра булавовидные, с крупным зубцом; передние бёдра примерно в 3,1 раза длиннее ширины посередине; голени слегка изогнуты, крючковидные. Demimaea gratshevi близок к виду †Demimaea zherichini, но отличается меньшими размерами, сравнительно более узким лбом, более длинным скапусом, идущим к сложному глазу, и выпуклыми широкими промежутками между надкрыльями. Вид был впервые описан в 2022 году палеоэнтомологами Андреем Легаловым (Институт систематики и экологии животных СО РАН, Новосибирск, Россия), Василенко Д. В. (ПИН РАН, Москва) и Перковским Е. Е. (Институт зоологии имени И. И. Шмальгаузена НАН Украины, Киев, Украина). Вид включён в состав рода Demimaea из трибы Tychiini (Curculioninae). Название вида Demimaea gratshevi дано в честь колеоптеролога Вадима Геннадьевича Грачёва (1963—2006), специалиста по ископаемым представителям семейства Curculionidae.